# Thomsonspridning

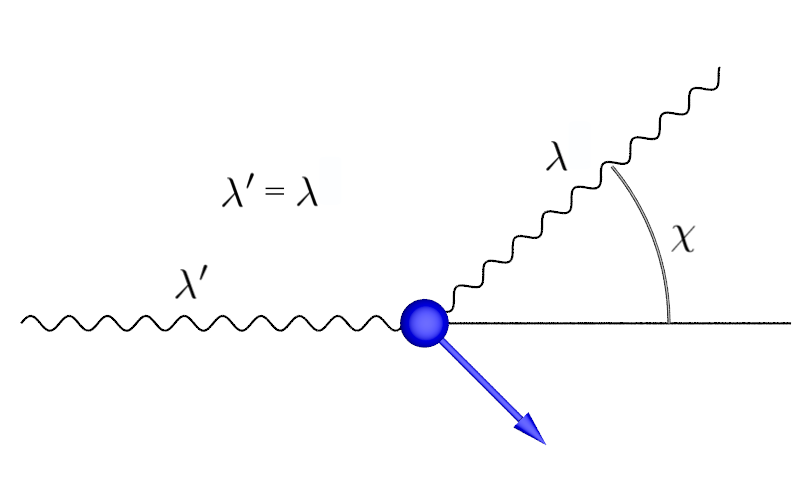
Thomsonspridning, en inkommande foton växelverkar med en laddad partikel. Strålningens våglängd påverkas inte.

Thomsonspridning är spridning av elektromagnetisk strålning mot en fri laddad partikel i vila, särskilt mot fria elektroner. Inom lågenergiområdet accelererar den infallande fotonens elektriska fält den laddade partikeln, vilket leder till att partikeln emitterar bromsstrålning med samma frekvens som den infallande strålningen vilken därigenom sprids. Thomsonspridning är ett viktigt fenomen inom plasmafysiken och förklarades först av fysikern J.J. Thomson. Spridningsmekanismen gäller bara för fotonenergier mycket lägre än elektronens vilomassa. Vid Thomsonspridning har den inkommande vågen samma frekvens som den utgående vågen och därför kallas denna spridning även koherent eller elastisk. Träffytan för denna spridningsmekanism ges av elektronens klassiska radie.
Om fotonens energi är större eller om elektronen är i rörelse, blir processen mer komplicerad och kallas Comptonspridning. Om elektronen är bunden i atomer talar man om Rayleigh-spridning.

## Klassisk icke-relativistisk behandling

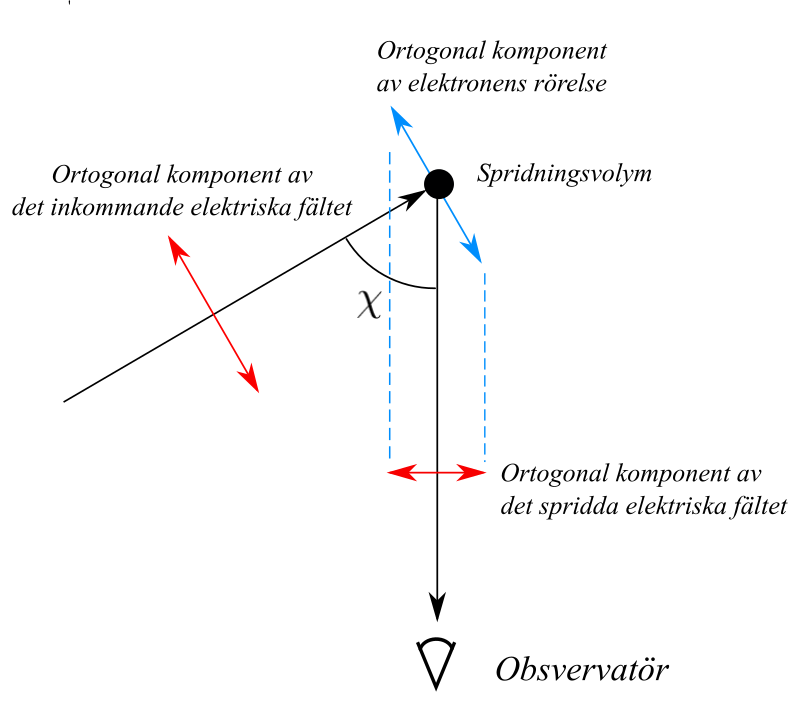
Thomsonspridning, en inkommande foton växelverkar med en elektron. De mot riktningen ortogonala strålningskomponenterna ligger i respektive vågplan

Den inkommande plana vågens oscillerande elektriska fält E accelererar den fria laddningen, så att den svänger med samma frekvens som strålningsfältet. Det ger upphov till en sfärisk våg, med en utstrålad effekt per rymdvinkelenhet i riktningar med spridningsvinkel θ:
{\displaystyle {\frac {{\rm {d}}P}{{\rm {d}}\Omega }}={\frac {q^{2}<\!a^{2}\!>}{16\pi ^{2}\varepsilon _{0}c^{3}}}\sin ^{2}\theta ,}
där <a²> är tidsmedelvärdet av accelerationen a = qE/m i kvadrat.
Genom att normalisera med det inkommande fältets energiflöde kan en differentiell träffyta definieras:
{\displaystyle {\frac {{\rm {d}}\sigma }{{\rm {d}}\Omega }}=\left({\frac {q^{2}}{4\pi \varepsilon _{0}mc^{2}}}\right)^{2}\sin ^{2}\theta =r_{e}^{2}\sin ^{2}\theta ,}
där re = 2,818×10-15 meter är den klassiska elektronradien.
Den totala Thomsonträffytan för en elektron är 
{\displaystyle \sigma _{T}={\frac {8\pi }{3}}r_{e}^{2}=6,\!65\times 10^{-29}\ {\rm {m}}^{2}=0,\!665} barn.

## Atomer
När det inkommande strålningsfältet har en fotonenergi som är mycket större än bindningsenergin, kan även bundna elektroner betraktas som fria. Så är till exempel fallet för lätta atomer i röntgenområdet. När våglångden är stor i förhållande till atomen, oscillerar elektronerna i det oscillerande fältet i fas med varandra, så att deras strålning adderas koherent. Atomens koherenta träffyta är därför ungefär lika med kvadraten av antalet elektroner gånger Thomsonträffytan. 
För strålning med en fotonenergi som är mycket lägre än bindningsenergi, är träffytan mycket mindre och starkt frekvensberoende, se Rayleigh-spridning. Nära resonanser kan atomära spridningsfaktorer vara mycket stora.

## Fotnoter
1. ↑  ”Classical electron radius”. 2018 CODATA recommended values. NIST. https://physics.nist.gov/cgi-bin/cuu/Value?re.
2. ↑  ”Thomson cross section”. 2018 CODATA recommended values. NIST. https://physics.nist.gov/cgi-bin/cuu/Value?sigmae.